# 아드리안 스토이안
아드리안 스토이안(루마니아어: Adrian Stoian, 1991년 2월 11일 ~ )는 루마니아의 축구 선수이다.